# SS Nubian
SS Nubian fue un barco de vapor construido en 1876 por Charles Mitchell & Co. de Newcastle-Upon-Tyne, Inglaterra, y fue operado por la Union Steamship Company (Southampton Steam Shipping Company) de Southampton, Inglaterra. Un vapor de pasajeros y carga con un motor compuesto proporcionado por Thos. Clark & Co de Newcastle-upon-Tyne, tenía una velocidad máxima de 12 nudos. El barco luego fue alargado. 
De 1876 a 1883, se utilizó para el servicio de correo de Ciudad del Cabo y, desde 1884, para el transporte entre Liverpool, Inglaterra, Bermudas y Baltimore, Maryland. En 1887 navegó hacia el África Oriental portuguesa y fue utilizado en Sudáfrica desde 1888 hasta 1892. Se perdió en el Océano Atlántico frente a Lisboa, Portugal, el 20 de diciembre de 1892.